# Sinornitomim
Sinornitomim (Sinornithomimus dongi) – dinozaur z grupy ornitomimozauów.
Żył w późnej kredzie na terenach Azji. Jego szczątki (czternaście szkieletów) znaleziono w Chinach (region Mongolia Wewnętrzna).
Dinozaur ten był zapewne roślinożerny, na co wskazują towarzyszące szkieletom gastrolity. Szkielety sinornitomimów wydobyto z jednogatunkowego nagromadzenia z wysokim udziałem osobników młodocianych (11 z 14 znalezionych), co wskazuje na stadne zachowania, związane zapewne z obroną przed drapieżnikami.